# Comastoma traillianum
Comastoma traillianum är en gentianaväxtart som först beskrevs av George Forrest, och fick sitt nu gällande namn av Josef Holub. Comastoma traillianum ingår i släktet lappgentianor, och familjen gentianaväxter. Inga underarter finns listade i Catalogue of Life.